# Songhai-Sprachen

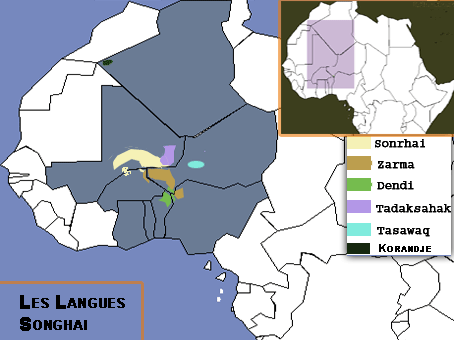
Ausdehnung der Songhai-Sprachen

Die Songhai-Sprachen, als Sprachgruppe auch Songhai-Djerma genannt, ist eine Gruppe eng verwandter Sprachen und Dialekte, die sich um den Niger konzentrieren und aufgrund der großen Bedeutung des Reiches der Songhai vom 15. bis zum 17. Jahrhundert weite Verbreitung als Lingua Franca finden.

## Hauptzweige
Das Songhai (einheimische Aussprache: 'sõʀai̯, das gh entspricht arabisch ghain) teilt sich in zwei Hauptzweige auf:
Südliches Songhai wird hauptsächlich um den Fluss Niger herum gesprochen. Der größte Vertreter ist Zarma (Djerma), eine der Hauptsprachen in Niger mit 2 Millionen Sprechern vor allem im Süden des Landes, einschließlich der Hauptstadt Niamey. Südlich davon findet sich das im Norden Benins gesprochene Dendi, das stark von Bariba beeinflusst ist. Westlich hiervon bis an die Grenzen Malis wird Kaado gesprochen. In Mali sprechen etwa 400.000 Menschen Koyra Senni, daneben finden sich im Westen Koyra Chiini an den Ufergebieten des Niger und im Süden des Landes Humburi Senni als isolierte Sprachinsel um die Stadt Hombori. Dem Südlichen Songhai wird auch das 1998 entdeckte, in mehreren Dörfern ca. 120 Kilometer westlich von Hombori gesprochene „Tondi Songway Kiini“ („Songhai-Sprache der Bergbewohner“) zugeordnet. Die Untergliederung des Südlichen Songhai ist umstritten. Orientiert man sich an der Unterscheidung zwischen West-, Zentral- und Ost-Songhai, ergibt sich folgendes Schema:
- West-Songhai
  - Djenné Chiini
  - Koyra Chiini
- Zentral-Songhai
  - Humburi Senni
- Ost-Songhai
  - Koyra Senni
  - Tondi Songway Kiini
  - Zarma
    - Kaado
    - Zarma-Dialekte

  - Dendi

Nördliches Songhai ist eine deutlich kleinere Gruppe von Dialekten in der Sahara, die stark durch Berbersprachen, vor allem Tamascheq, beeinflusst sind. Von Nomaden wird Tihishit im zentralen Niger in der Gegend von Mazababou in zwei Unterdialekten, Tagdal und Tabarog, und Tadaksahak im nördlichen Mali um Ménaka gesprochen. Von sesshaften Völkern wird Tasawaq im nördlichen Niger, das sich in das um Ingall gesprochene Ingelsi und die mittlerweile ausgestorbene Sprache von Agadez aufteilt, sowie das an der algerisch-marokkanischen Grenze bei Tabelbala gesprochene Korandje benutzt. Für das nördliche Songhai ergibt sich daraus folgendes Schema:
- von Nomaden gesprochen
  - Tadaksahak
  - Tihishit
    - Tagdal
    - Tabarog
- von Sesshaften gesprochen
  - Tasawaq
    - Ingelsi
    - Emghedeshie (ausgestorbene Sprache von Agadez)

  - Korandje

## Klassifikation
Vor Joseph Greenberg war unklar, wie die Songhai-Sprachen einzuordnen sind. Diedrich Hermann Westermann war sich unsicher, ob er die Sprache als isoliert einstufen oder sie zu den Gur-Sprachen stellen sollte, und Maurice Delafosse gruppierte sie zu den Mande-Sprachen. Gegenwärtig werden die Songhai-Sprachen nach Greenbergs Neuklassifizierung der afrikanischen Sprachen 1963 zu den nilosaharanischen Sprachen gezählt. Greenberg stützt sich dabei auf 70 Wörter, darunter auch Pronomina, deren Verwandtschaft mit dem Nilosaharanischen er postulierte. Dieses Argument wurde insbesondere von Lionel Bender und Christopher Ehret weitergeführt. Bender betrachtet Songhai als eigenständige Unterfamilie des Nilosaharanischen. Gestützt auf 565 von ihm als verwandt eingestufte Wörter, sieht Ehret Songhai hingegen als Teil des westsahelischen Zweiges, zu dem u. a. die Maba-Sprachen des westlichen Sudan und östlichen Tschad gehören.
Diese Einteilung ist jedoch nach wie vor umstritten. Greenbergs Arbeit wurde von Lacroix (1969, S. 91 f.) heftig kritisiert, der lediglich 30 der von Greenberg festgestellten verwandten Wörtern als solche anerkannte. Dass sie nahezu allesamt im nigerianischen Zarma zu finden und mit Wörtern aus den benachbarten saharanischen Sprachen verwandt sind, legt allerdings eher eine Einstufung als Lehnwörter nahe. Bestimmte Ähnlichkeiten zwischen Songhai und Mande sind seit längerem bekannt. Die Möglichkeit einer Verwandtschaft der beiden Sprachfamilien wurde von Hans Günther Mukarovsky (1966), Denis Creissels (1981) und Robert Nicolaï (1977, 1984) erwogen. Creissels fand etwa 50 Vergleichspunkte, darunter viele Körperteile und Suffixe (z. B. das Kausativ-Suffix -endi). Nicolaï fand nicht nur ungefähr 450 ähnliche Wörter, sondern auch verdächtige typologische Übereinstimmungen. Letztendlich kam Nicolaï jedoch zu dem Schluss, dass dieser Ansatz ungeeignet sei und stellte 1990 die grundlegend neue Hypothese auf, dass Songhai eine auf Berber basierende Kreolsprache sei, deren Struktur durch Mande beeinflusst wurde. Er untermauerte diese Hypothese mit 412 möglichen Ähnlichkeiten, die von Basisvokabular (tasa „Leber“) bis hin zu offensichtlichen Entlehnungen (anzad „Violine“, alkaadi „Kadi“) reichen. Andere, wie z. B. Gerrit Dimmendaal, ließen sich davon jedoch nicht überzeugen, und Nicolaï (2003) scheint die Frage nach dem Ursprung des Songhai weiterhin als offen zu betrachten, argumentiert aber vehement gegen die von Ehret und Bender vorgeschlagenen Etymologien.
Als morphologische Übereinstimmungen mit dem Nilosaharanischen postulierte Greenberg beispielsweise die Pronomina ai „ich “(z. B. Zaghawa ai), ni „du“ (z. B. Kanuri nyi), yer „wir“ (z. B. Kanuri -ye), wor „ihr“ (z. B. Kanuri -wi), die Adjektive und Relativpronomina bildenden Suffixe -ma (z. B. Kanuri -ma) und -ko (z. B. Maba -ko), das pluralbildende Suffix -an, das Intransitivität/Passivität anzeigende -a (z. B. Teso -o) und das von ihm postulierte hypothetische Pluralsuffix -r (z. B. Teso -r), das er auch in den Pronomina yer und wor sieht.
Die auffallendsten Übereinstimmungen mit Mande, die Creissels auflistet, sind die Pronomina der dritten Person Singular a (Pan-Mande a) und Plural i (Pan-Mande i oder e), die Demonstrativpronomina wo (Manding o, wo „dies“) und no (Soninke no, sonstiges Mande na „dort“), die auch in einer Reihe von Manding-Dialekten auftretende Negation na, das negative Perfekt mana (vgl. Manding má, máŋ), der Konjunktiv ma (Manding máa), die Kopula ti (Bisa ti, Manding de/le), die verbale Konjunktion ka (Manding kà), das Resultativsuffix -ri (Mandinka -ri, Bambara -li für Verlaufssubstantive), das ethnonymische Suffix -ncè (Soninka -nke, Madinka -nka), das Ordnungssuffix -anta (Soninke -nte), das Kausalsuffix -endi (Soninke, Madinka -ndi) und die Postposition ra „in“ (Manding lá, Soso ra).

## Bibliographie

### Lexika, Grammatiken und Monographien
- M. C. Charles & J. M. Ducroz, 1976. Lexique songay-français, parler kaado du Gorouol. Paris.
- Auguste Dupuis-Yacouba, 1917.  Essai pratique de méthode pour l'étude de la langue songoï.  Paris.
- Jeffrey Heath, 1999. Grammar of Koyraboro (Koroboro) Senni, the Songhay of Gao. Cologne: Rüdiger Köppe Verlag.
- Jeffrey Heath, 2005. Tondi Songway Kiini (Songhay, Mali). Stanford: CSLI
- Robert Nicolaï, 1981. Les dialectes du songhay. Paris.
- Robert Nicolaï & Petr Zima, 1997. Songhay. Munich - Newcastle : Lincom Europa.
- A. Prost, 1956. La langue soney et ses dialectes, Dakar.

### Zur Klassifikation der Songhai-Sprachen
- Lionel Bender, 1997.  The Nilo-Saharan Languages: A Comparative Essay.  München.
- D. Creissels, De la possibilité de rapprochements entre le songhay et les langues Niger-Congo (en particulier Mandé).  In: Nilo-Saharan, Th. Schadeberg, M. L. Bender eds., pp. 185–199.
- Christopher Ehret, 2001.  A Historical-Comparative Reconstruction of Nilo-Saharan. Köln: Rüdiger Köppe Verlag.
- Joseph Greenberg, 1963. The Languages of Africa (International Journal of American Linguistics 29.1). Bloomington, IN: Indiana University Press.
- Pierre-Francis Lacroix, 1969.  L'ensemble songhay-jerma: problèmes et thèmes de travail.  Actes du 8e Congrès SLAO, Abidjan.  pp. 87–99.
- Hans Günther Mukarovsky.  Zur Stellung der Mandesprachen.  Anthropos 61:679-88, 1966.
- Robert Nicolaï, 1977.  Sur l'appartenance du songhay.  Annales de la faculté des lettres de Nice, 28, pp. 129–145.
- Robert Nicolaï, 1984.  Préliminaires su l'origine du songhay (matériaux, problématique et hypothèses), Berlin.
- Robert Nicolaï, Parentés linguistiques (à propos du songhay), Paris: CNRS 1999.  ISBN 2-222-04425-1.
- Robert Nicolaï, La force des choses ou l'épreuve 'nilo-saharienne': questions sur les reconstructions archéologique et l'évolution des langues, SUGIA 13, Köln: Rüdiger Köppe Verlag 2003, ISBN 3-89645-099-9